# Годомичі
Годо́мичі — село в Україні, у Луцькому районі Волинської області. Входить до складу Колківської селищної громади. Населення становить 877 осіб.

## Географія
Селом протікає річка Грушвиця.
Розташоване на північному-сході Луцького району Волинської області. На півночі омивається річкою Стир. На північному заході межує з селом Боровичі, на  південному-заході з селом Четвертня.

## Історія
Село згадується у конфлікті між "поводом" Миколаєм Борейком Кнерутським з одного боку, інтереси якого перед судом презентував його син - Григорій, та подружжям Григорієм та Марушою Четвертинськими з іншого, свідченням якого був позов, поданий 12 вересня 1623 р. до Луцького ґродського суду. Сторони уклали між собою заставний контракт, згідно із яким позивач, позичивши власникам три тисячі злотих, отримував у заставу село Годомичі. Незважаючи на гарантії безпечного тримання та, при потребі, захист прав та інтересів орендаря у судах, 8 вересня 1623 р. подружжя Четвертинських порушило умови угоди "урядника своɛго чɛтьвεртεньского з иньшою чεлядью дворною [...] наславьши, кгвальтовнε [на] тоε сεло Годомичи"
9 вересня 1659 року в Годомичах написав заповіт князь Микола Святополк-Четвертинський — свояк гетьмана Івана Виговського, каштелян мінський.
Київський митрополит Гедеон жив від середини XVII століття, походив з давньої родини князів Святополків-Четвертинських, які вели свій рід від рівноапостольного князя Володимира Великого через його правнука Святополка Ізяславовича. Прізвище взято від родового маєтку, містечка Четвертні, теперішнього села Маневицького району. У певний час він і обрав зовсім поруч, біля Четвертні, місце понад річкою для усамітнення та отримання насолоди від мирського життя. З того часу це невелике поселення отримало назву Гедеоничі, що в наш час стало Годомичами[джерело?].
До 9 червня 2017 року — адміністративний центр Годомичівської сільської ради Маневицького району Волинської області.
12 червня 2020 року, відповідно до розпорядження Кабінету Міністрів України № 708-р «Про визначення адміністративних центрів та затвердження територій територіальних громад Волинської області», село увійшло у склад Колківської селищної громади.
19 липня 2020 року, в результаті адміністративно-територіальної реформи та ліквідації  Маневицького району, село увійшло до складу новоутвореного Луцького району.

## Населення
Згідно з переписом УРСР 1989 року чисельність наявного населення села становила 971 особа, з яких 467 чоловіків та 504 жінки.
За переписом населення України 2001 року в селі мешкало 877 осіб.

### Мова
Розподіл населення за рідною мовою за даними перепису 2001 року:
| Мова       | Відсоток |
| ---------- | -------- |
| українська | 99,66 %  |
| білоруська | 0,11 %   |
| російська  | 0,11 %   |

## Відомі люди
- Геннадій (Шиприкевич) (1892—1973) — архієпископ УАПЦ.
- Кінах Олександр Васильович (1990—2015) — солдат Збройних сил України, учасник війни на сході України.
- Дмитро Святополк-Четвертинський (1777—1859, Годомичі) — князь руського (українського) походження, польський освітній та громадський діяч.[9]